# Steinhoff International Holdings
Die Steinhoff International Holdings N.V. war ein börsennotierter, weltweit tätiger Möbelkonzern mit Sitz in Amsterdam und operativer Hauptzentrale in Sandton (Johannesburg/Südafrika), dessen Wurzeln in der deutschen Möbelindustrie lagen.
Die Gesellschaft wurde im Oktober 2023 liquidiert und von der Börse genommen.

## Geschichte

Historische Logos

1964 gründete der deutsche Unternehmer Bruno Steinhoff in Westerstede (Niedersachsen) das ursprüngliche Unternehmen Steinhoff als Bruno Steinhoff Möbelvertretungen und -vertrieb. Steinhoff spezialisierte sich schnell auf den Import von Möbeln aus dem damaligen Ostblock. Nach dem Fall des Eisernen Vorhangs und der Wiedervereinigung Deutschlands übernahm das Unternehmen einige der ehemaligen Zulieferbetriebe in den neuen Bundesländern und baute die Produktion in Osteuropa auf. 1989 zählt die Gruppe 530, 1996 über 5.000 Mitarbeiter. 1998 wurde das Unternehmen neu strukturiert und als Steinhoff International Holdings Ltd an der Börse in Johannesburg notiert. Durch weitere Übernahmen vor allem in Afrika, Australien und Großbritannien wuchs der Konzern in den 2000er Jahren stark an; die ostdeutschen Möbelfabriken wurden geschlossen.
Nach der Übernahme der französischen Möbelhandelskette Conforama von PPR im Jahr 2011 galt Steinhoff in Europa als zweitgrößter Möbelhändler nach IKEA.
2015 kaufte Steinhoff für 5,7 Mrd. US-Dollar in bar und Aktien die Pepkor-Gruppe von Christo Wiese, der dadurch der größte Aktionär von Steinhoff wurde. Durch den Deal hat sich die Marktkapitalisierung von Steinhoff mehr als verdoppelt.
Im August 2015 kündigte Steinhoff International Holdings an, sein Erstlisting mit Wirkung zum 7. Dezember 2015 an die Frankfurter Wertpapierbörse zu verlegen. Hierzu sollten sämtliche Aktien der südafrikanischen Steinhoff International Holdings Limited in Aktien der niederländischen Holdinggesellschaft Steinhoff International Holdings N.V. mit Sitz in Amsterdam getauscht werden, die an der Frankfurter Börse und als Zweitlisting weiterhin an der Johannesburger Börse gelistet sein sollte. Die Geschäftsführung sollte in Südafrika bleiben. Es gab wenige Tage vor dem Frankfurter Börsengang eine Razzia von Steuerfahndern der Staatsanwaltschaft Oldenburg bei der europäischen Tochter von Steinhoff. Der erste Kurs in Frankfurt wurde bei 5,00 Euro ermittelt. Am 4. März 2016 entschied die Deutsche Börse, Steinhoff ab dem 21. März 2016 in den MDAX aufzunehmen. Am 24. März 2020 wechselte Steinhoff in den SDAX, welchen es jedoch am 21. September 2020 wiederum verlassen musste.
Im März 2016 kündigte Steinhoff an, sich auf eine Übernahme des auf Elektrogeräte spezialisierten Einzelhändlers Darty geeinigt zu haben. Steinhoff wollte damit einer Fusion von Darty mit dessen Konkurrenten Fnac zuvorkommen, wurde in einem Bieterwettstreit aber von Fnac überboten. Gleichzeitig sagte Steinhoff eine zuvor geplante Übernahme der Home Retail Group ab.
Im Juni 2016 wurde bekannt, Steinhoff wolle den britischen Discounthändler Poundland, der in seinen Läden alle Artikel für jeweils ein Pfund verkauft, übernehmen. Im August 2016 gab Steinhoff bekannt, auch den größten US-Matratzenhändler Mattress Firm für 3,4 Milliarden Euro kaufen zu wollen.

### Krise ab 2017
Am 5. Dezember 2017 wurden Unregelmäßigkeiten in der Bilanz von Steinhoff eingeräumt, woraufhin CEO Markus Jooste versprach, am Abend eine Präsentation zu geben. Stattdessen verschickte er an einige Kollegen eine E-Mail, in der er zugab, „ein paar große Fehler begangen und vielen unschuldigen Menschen finanzielle Verluste zugefügt“ zu haben. Er müsse „weiterziehen“. Daraufhin war er verschwunden. Die Prüfungsgesellschaft Deloitte hatte zuvor dem Konzern das Testat verweigert. Die Steinhoff-Aktie verlor am Folgetag 60 Prozent ihres Kurses und sank noch in derselben Woche zeitweise auf einen Kurs von 35 Cent.
Das Unternehmen wurde nach dem Rücktritt von Jooste übergangsweise vom Großaktionär und Aufsichtsratschef Christo Wiese geführt, am 14. Dezember 2017 trat dieser von sämtlichen Ämtern mit sofortiger Wirkung zurück. Heather Sonn, die als unabhängiges Mitglied im Aufsichtsrat saß, übernahm kommissarisch diese Aufgaben. Am 19. Dezember 2017 wurde Danie van der Merwe zum CEO ernannt. Bis zum 21. Dezember 2017 verlor die Aktie des Unternehmens binnen 14 Tagen über 90 Prozent ihres Wertes. Die Marktkapitalisierung betrug nur noch 17,15 Milliarden Rand (1,144 Mrd. € zum Kurs vom 17. Januar 2018).
Für 2017 meldete Steinhoff einen operativen Verlust von 3,7 Milliarden Euro und für 2018 von 1,2 Milliarden Euro.
Anfang 2018 leiteten die Bundesanstalt für Finanzdienstleistungsaufsicht und die Staatsanwaltschaft Oldenburg unabhängig voneinander Untersuchungsverfahren ein. Im April 2018 wurde bekannt, dass die österreichische Möbelhauskette XXXLutz den Discounter Poco für 266,25 Millionen Euro übernimmt. Poco gehörte seit 2008 jeweils zu 50 Prozent der Steinhoff International Holdings und der XXXLutz-Gruppe.
Bei der Tochtergesellschaft Kika/Leiner sprang Anfang Juni 2018 eine Kreditversicherung ab. Dadurch drohte laut KSV mit der Auszahlungspflicht des Urlaubsgelds Ende Juni 2018 die Insolvenz. Nachdem XXXLutz als Interessent für eine Übernahme kolportiert worden war, verlautete am 14. Juni 2018, dass die Signa Holding des Tiroler Immobilieninvestors René Benko Kika/Leiner von Steinhoff kaufen werde. Kika/Leiner beschäftigte etwa 5000 Mitarbeiter. Die Übernahme wurde nach kurzer Verzögerung am 22. Juni fixiert. Durch den Verkauf versuchte der im Januar 2018 berufene CFO Philip Diepernik, eine drohende Insolvenz abzuwenden.
Im August 2018 wurde bekannt, dass Steinhoff die Steinhoff Europa AG (SEAG) und die Finance Holding aus Brunn am Gebirge (Niederösterreich) abzieht und nach Cheltenham (Großbritannien) übersiedelt.
Im September 2018 wurde die polnische Tochter Steinpol an die Cotta Collection AG in Liechtenstein verkauft.
Im Prozess wegen der Bilanzverluste von 6 Mrd. bot Steinhoff International den Klägern im Juli 2020 850 Mio. Euro Entschädigung an. Diese wurde kurz darauf auf 1.4 Milliarden Euro erhöht. Im Anschluss führte die hohe Verschuldung dazu, dass der Vorstand in Verhandlungen mit den Gläubigern eine Kapitalerhöhung derart vorschlug, dass die Gläubiger zukünftig 80 Prozent des Kapitals erhalten und im Gegenzug einer Verlängerung der Kredite zustimmen. Über diesen Plan sollte in der Hauptversammlung am 16. März 2023 abgestimmt werden. Das Vorgehen des Managements wurde unter anderem von der Schutzgemeinschaft der Kapitalanleger kritisch gesehen. Von Seiten der Schutzgemeinschaft der Kapitalanleger wurde Widerstand angekündigt.
Am 28. März 2023 gab die Steinhoff International Holdings NV einen Restrukturierungsplan nach niederländischem Recht bekannt, bei dem die Gläubiger 80 % erhalten und die bisherigen Aktionäre mit einem Anteil von 20 % am wirtschaftlichen Eigenkapital der umstrukturierten Holding abgefunden werden sollten. Die Gläubiger sollten dabei 100 % der Stimmrechte erhalten. Über diesen Restrukturierungsplan wurde im Zeitraum vom 10. bis 23. Mai 2023 abgestimmt, danach entschied das zuständige niederländische Gericht über die Wirksamkeit des Plans.
Im Prozess um den Bilanzskandal vor dem Landgericht Oldenburg wurden im August 2023 zwei frühere Manager der Unternehmensgruppe verurteilt. Ein 52 Jahre alter Angeklagter erhielt eine Strafe von drei Jahren und sechs Monaten für unrichtige Darstellung in Bilanzen in zwei Fällen und für eine Beihilfe zu Kreditbetrug. Weil sich das Verfahren verzögerte, gilt ein Jahr als vollstreckt. Ein 64-Jähriger wurde für zwei Fälle unrichtiger Darstellung mit zwei Jahren auf Bewährung verurteilt.
Die Gesellschaft wurde im Oktober 2023 liquidiert und von der Börse genommen.

## Struktur
Zum Steinhoff-Konzern zählten Stand 2022 einige große Möbelhersteller und Möbelhändler:
- Steinhoff Europe
  - Conforama (Möbelhandel in Südeuropa) – zu 100 % (2022)
  - Pepco Group N.V. (Die zwei Vertriebslinien Pepco und Dealz –  Poundland wurde im Juni 2025 an den Finanzinvestor Gordon Brothers verkauft – betreiben Einzelhandel in Kontinentaleuropa und auf den Britischen Inseln) – über IBEX Retail Investments (Europe) Limited zu 72,3 % (2023)
- Steinhoff Africa
  - Pepkor – Holdinggesellschaft mit verschiedenen Einzelhandelmarken – zu 43,8 % (2023)
- Steinhoff Asia Pacific (mehrere Möbelhändler in Australien und Neuseeland)
  - Greenlit brands (u. a. Fantastic Furniture, Freedom, Snooze)[42] – zu 100 % (2022)
- Steinhoff USA
  - Mattress Firm – Matratzeneinzelhandel mit mehr als 3,000 Filialen in Nordamerika – zu 50 % (2022)

### Ehemalige Beteiligungen
- 2018 verkauft[43]
  - Poco (Discountmöbelhändler in Deutschland)
  - Puris Bad GmbH (Badmöbelproduzent in Brilon)
  - Impuls Küchen GmbH (Küchenmöbelproduzent in Brilon)
  - Steinpol Central Services (Möbelproduktion in Polen)
  - kika und Leiner (Möbelhandel in Österreich und Zentral-/Osteuropa, die Signa Holding von René Benko unterzeichnete im Juni 2018 einen Kaufvertrag für Kika/Leiner)
  - Extreme Digital Zrt. (Elektrohändler aus Budapest, Ungarn)
- 2020 verkauft
  - Conforama Frankreich
  - Conforama Suisse
- 2022 verkauft
  - LIPO Einrichtungsmärkte (Möbelhandel in der Schweiz, Zentrallager in Derendingen betrieben von Global Warehouse AG)
- 2025 verkauft
  - Poundland